# 努勒·強森
努勒·強森（瑞典語：Runer Jonsson，1916年6月29日—2006年10月29日）是一位瑞典作家和記者。他是一系列童書《維京海盜小威》（Vicke Viking）的作者，而該系列童書被改編成卡通《北海小英雄》。

## 外部連結
- Details zu: Runer Jonsson （页面存档备份，存于）, Verlagsgruppe Oetinger
- 訃聞 （页面存档备份，存于）